# Tenuiala kurti
Tenuiala kurti är en kvalsterart som beskrevs av Tyler A. Woolley och Harold G. Higgins 1955. Tenuiala kurti ingår i släktet Tenuiala och familjen Tenuialidae. Inga underarter finns listade i Catalogue of Life.